# Chakulia
Chakulia (o Chakuha) è una città dell'India di 14.330 abitanti, situata nel distretto del Singhbhum Orientale, nello stato federato del Jharkhand. In base al numero di abitanti la città rientra nella classe IV (da 10.000 a 19.999 persone).

## Geografia fisica
La città è situata a 22° 28' 60 N e 86° 43' 0 E e ha un'altitudine di 114 m s.l.m..

## Società

### Evoluzione demografica
Al censimento del 2001 la popolazione di Chakulia assommava a 14.330 persone, delle quali 7.418 maschi e 6.912 femmine. I bambini di età inferiore o uguale ai sei anni assommavano a 1.820, dei quali 930 maschi e 890 femmine. Infine, coloro che erano in grado di saper almeno leggere e scrivere erano 9.158, dei quali 5.395 maschi e 3.763 femmine.